# Wawu (ort)
Wawu är en ort i Kina. Den ligger i provinsen Guizhou, i den sydvästra delen av landet, omkring 300 kilometer öster om provinshuvudstaden Guiyang. Antalet invånare är 499.